# Угор
Угор (лат. Conger conger) је јестива риба из породице угора или груја (Congeridae) (са коштаним скелетом (кошљориба) и несавитљивим, коштаним жбицама у леђном и аналном перају (тврдоперка). 

## Опис
Боја угоровог тела може бити црна, пепељаста или смеђаста, а код мужјака и зеленкаста. На доњем делу тела угор је углавном беличасте или сребрнасте боје. Тело му је без крљушти. Може нарасти до 2,12 m у дужину, а маса му достиже и до 110 kg. 
Распрострањен је по свим умерено топлим и топлим морима, на каменитом и песковитом дну и уз стеновиту обалу.

## Исхрана
Угор је грабљивица. Јаким зубима ломи оклопе ракова и шкољки. 
Лови се вршом, парангалом, штапом, остима и пушком за подводни риболов.